# Willy Vroomen
Willy Vroomen (ur. 14 lipca 1916 w Heerlen, zm. 7 grudnia 1984 w Antwerpii) – holenderski kolarz i kierowca wyścigowy.

## Biografia
W latach 30. rozpoczął uprawiać kolarstwo. W 1934 roku wygrał kryterium w Eygelshoven, a dwa lata później był drugi w Roermond.  Kolarstwo uprawiał do 1950 roku. Następnie rozpoczął starty jako kierowca wyścigowy, koncentrując się szczególnie na startach w NRD i RFN. Początkowo ścigał się Cooperem, następnie Lovą. W 1960 roku zajął trzecie miejsce na torze Autobahnspinne Dresden. Sporadycznie ścigał się również w innych europejskich krajach. W 1961 roku zajął czwartą pozycję w wyścigu Prix de Paris.
Był właścicielem zespołu wyścigowego Racing Team Willy Vroomen, w barwach którego ścigali się on sam oraz Amerykanin Bob Boudro.

## Wyniki
| Legenda oznaczeń w tabelach wyników Wyświetl szablon na nowej stronie | Legenda oznaczeń w tabelach wyników Wyświetl szablon na nowej stronie                                                                     |
| Oznaczenie                                                            | Wyjaśnienie |
| --------------------------------------------------------------------- | --- |
| Złoty                                                                 | Zwycięzca lub mistrzostwo |
| Srebrny                                                               | 2. miejsce lub wicemistrzostwo |
| Brązowy                                                               | 3. miejsce lub II wicemistrzostwo |
| Zielony                                                               | Ukończył, punktował (w klasyfikacji generalnej, gdy zdobył co najmniej jeden punkt na przestrzeni sezonu, poza trzema powyższymi opcjami) |
| Niebieski                                                             | Ukończył, nie punktował (w klasyfikacji generalnej, gdy nie zdobył co najmniej jednego punktu na przestrzeni sezonu)                      |
| Czerwony                                                              | Nie zakwalifikował się (NZ) |
| Czerwony                                                              | Nie prekwalifikował się (NPK) |
| Różowy                                                                | Nie ukończył (NU) |
| Różowy                                                                | Niesklasyfikowany (NS) (w klasyfikacji generalnej, gdy nie został sklasyfikowany w żadnym wyścigu sezonu)                                 |
| Czarny                                                                | Zdyskwalifikowany (DK) |
| Czarny                                                                | Wykluczony (WYK/EX) |
| Biały                                                                 | Nie wystartował (NW) |
| Biały                                                                 | Kontuzjowany (K/INJ) |
| Biały                                                                 | Wyścig odwołany (OD/C) |
| Bez koloru                                                            | Został wycofany (WYC/WD) |
| Bez koloru                                                            | Nie przybył (NP/DNA) |
| Bez koloru                                                            | Nie brał udziału w treningach (NT/DNP) |
| Bez koloru                                                            | Nie został zgłoszony (–) |
| Pogrubienie                                                           | Start z pole position |
| Kursywa                                                               | Najszybsze okrążenie wyścigu |
| †                                                                     | Nie ukończył, ale jego rezultat został zaliczony ze względu na przejechanie więcej niż 90% dystansu wyścigu.                              |
| *                                                                     | Sezon w trakcie |
| 1/2/3                                                                 | Punktowana pozycja w sprincie kwalifikacyjnym                                                                                             |
| Lista systemów punktacji Formuły 1                                    | |

### Wschodnioniemiecka Formuła 3
W latach 1960–1963 mistrzostwa rozgrywano według przepisów Formuły Junior.
| Rok  | Zespół                    | Samochód   | Silnik | Wyniki w poszczególnych eliminacjach | Wyniki w poszczególnych eliminacjach | Wyniki w poszczególnych eliminacjach | Wyniki w poszczególnych eliminacjach | Wyniki w poszczególnych eliminacjach | Wyniki w poszczególnych eliminacjach | Pkt. | Msc. |
| ---- | ------------------------- | ---------- | ------ | ------------------------------------ | ------------------------------------ | ------------------------------------ | ------------------------------------ | ------------------------------------ | ------------------------------------ | ---- | ---- |
| 1957 |                           |            |        |                                      |                                      |                                      |                                      |                                      |                                      | 0    | NS   |
| 1957 | Willy Vroomen             | Cooper T11 | Norton | -                                    | -                                    | -                                    | ?                                    |                                      |                                      | 0    | NS   |
| 1958 |                           |            |        |                                      |                                      |                                      |                                      |                                      |                                      | 0    | NS   |
| 1958 | Willy Vroomen             | Cooper T11 | Norton | -                                    | -                                    | -                                    | -                                    | NU                                   | ?                                    | 0    | NS   |
| 1960 |                           |            |        |                                      |                                      |                                      |                                      |                                      |                                      | 0    | NS   |
| 1960 | Racing Team Willy Vroomen | Lova       | DKW    | -                                    | -                                    | -                                    | -                                    | 3                                    | -                                    | 0    | NS   |
| 1962 |                           |            |        |                                      |                                      |                                      |                                      |                                      |                                      | 0    | NS   |
| 1962 | Willy Vroomen             | Lova       | DKW    | 6                                    | -                                    | -                                    | -                                    | 8                                    | ?                                    | 0    | NS   |
| 1963 |                           |            |        |                                      |                                      |                                      |                                      |                                      |                                      | 0    | NS   |
| 1963 | Willy Vroomen             | Lova       | DKW    | -                                    | -                                    | -                                    | -                                    | -                                    | 11                                   | 0    | NS   |
| 1964 |                           |            |        |                                      |                                      |                                      |                                      |                                      |                                      | 0    | NS   |
| 1964 | Willy Vroomen             | Lova       | DKW    | -                                    | -                                    | -                                    | -                                    | -                                    | 10                                   | 0    | NS   |
| 1966 |                           |            |        |                                      |                                      |                                      |                                      |                                      |                                      | 0    | NS   |
| 1966 | Willy Vroomen             | Lova       | DKW    | -                                    | -                                    | 20                                   | -                                    | -                                    | -                                    | 0    | NS   |

### Niemiecka Formuła Junior
| Rok  | Zespół                    | Samochód | Silnik | Wyniki w poszczególnych eliminacjach | Wyniki w poszczególnych eliminacjach | Wyniki w poszczególnych eliminacjach | Wyniki w poszczególnych eliminacjach | Wyniki w poszczególnych eliminacjach | Wyniki w poszczególnych eliminacjach | Wyniki w poszczególnych eliminacjach | Wyniki w poszczególnych eliminacjach | Wyniki w poszczególnych eliminacjach | Wyniki w poszczególnych eliminacjach | Wyniki w poszczególnych eliminacjach | Wyniki w poszczególnych eliminacjach | Pkt. | Msc. |
| ---- | ------------------------- | -------- | ------ | ------------------------------------ | ------------------------------------ | ------------------------------------ | ------------------------------------ | ------------------------------------ | ------------------------------------ | ------------------------------------ | ------------------------------------ | ------------------------------------ | ------------------------------------ | ------------------------------------ | ------------------------------------ | ---- | ---- |
| 1960 |                           |          |        |                                      |                                      |                                      |                                      |                                      |                                      |                                      |                                      |                                      |                                      |                                      |                                      | 0    | NS   |
| 1960 | Racing Team Willy Vroomen | Lova     | DKW    | -                                    | -                                    | -                                    | -                                    | 18                                   | 14                                   | -                                    | -                                    | -                                    | NU                                   | -                                    | -                                    | 0    | NS   |
| 1961 |                           |          |        |                                      |                                      |                                      |                                      |                                      |                                      |                                      |                                      |                                      |                                      |                                      |                                      | 0    | NS   |
| 1961 | Willy Vroomen             | Lova     | DKW    | 16                                   | -                                    | -                                    | -                                    | -                                    | 10                                   | -                                    | -                                    | -                                    |                                      |                                      |                                      | 0    | NS   |
| 1962 |                           |          |        |                                      |                                      |                                      |                                      |                                      | Austria                              |                                      |                                      |                                      |                                      |                                      |                                      | 0    | NS   |
| 1962 | Willy Vroomen             | Lova     | DKW    | 9                                    | -                                    | -                                    | -                                    | -                                    | -                                    | -                                    | NU                                   |                                      |                                      |                                      |                                      | 0    | NS   |
| 1963 |                           |          |        |                                      |                                      |                                      |                                      |                                      |                                      |                                      |                                      |                                      |                                      |                                      |                                      | 0    | NS   |
| 1963 | Willy Vroomen             | Lova     | DKW    | NU                                   | -                                    | 8                                    | -                                    | -                                    | -                                    | -                                    | -                                    | -                                    |                                      |                                      |                                      | 0    | NS   |